# 托尔斯滕·利伯克内希特
托尔斯滕·利伯克内希特（德語：Torsten Lieberknecht，1973年8月1日—）是一位德国前足球运动员及现任足球教练。作为一名球员，他从年轻时便活跃于德国西南部的俱乐部，并于2003年加盟和睦不伦瑞克。挂靴后，利伯克内希特又从2008年开始执教不伦瑞克一线队达十年之久。自2021年6月8日起，他一直担任德乙俱乐部达姆施塔特98的主教练，并于2022-23赛季率队成功升入德甲。

## 球员生涯
利伯克内希特自幼在普法尔茨的哈斯洛赫长大，并通过其两个哥哥开始接触足球。他在青年时期曾分别效力于哈斯洛赫1921（FV 1921 Haßloch）、哈斯洛赫08和诺伊施塔特。自1990年起，利伯克内希特转投凯泽斯劳滕青训营，并于1992年随队夺得德国19岁以下足球锦标赛冠军，进而获得了晋身一线队的职业合同。他于1992年8月26日对阵瓦滕沙伊德09的比赛中首次亮相德甲，后于1993-94赛季随队成为德甲亚军。
赛季结束后，利伯克内希特离开凯泽斯劳滕，加盟德乙俱乐部瓦德霍夫曼海姆。1995年，他又转会至同级别的美因茨05。在1996-97和2001-02赛季，利伯克内希特都是于最后一轮憾失与美因茨一起升入德甲的机会。在效力美因茨的最后一个赛季，他只为球队上阵过1次，并于2002年夏天离开。利伯克内希特总共在美因茨参加过七届德乙赛季，比其效力过的任何其他球队都长，但经常因伤病原因缺阵——他在职业生涯中共做过十二次手术，仅参加过89场联赛。在美因茨期间，利伯克内希特接受沃尔夫冈·弗兰克等人执教，后者启发了他对教练生涯的思考。
在2002-03赛季，利伯克内希特曾代表萨尔布吕肯在南部地区联赛上阵7次。从2003年到2006年宣布挂靴为止，他则是效力于和睦不伦瑞克。在此期间，利伯克内希特和不伦瑞克曾一度引起了轰动，尤其是在德国足协杯中；在他加盟的首个赛季，不伦瑞克作为地区联赛球队先后战争了德甲的凯泽斯劳滕和死敌汉诺威96，直至八分之一决赛才不敌德乙球队及最终的亚军阿勒曼尼亚亚琛。2005年，利伯克内希特随球队升入德乙，但至2007年又降入北部地区联赛。整体而言，他在五年中共代表不伦瑞克参加了82场联赛。

### 国家队生涯
利伯克内希特在青年时期曾代表德国参加过3场高中、16场U-17（射入1球）、11场U-19和3场U-21年龄段的国际比赛。1994年3月8日，他在包纳塔尔对阵匈牙利的比赛中首次代表德国U-21国家队出场，并参加了同年在澳大利亚举行的世界青年锦标赛。利伯克内希特在U-21国家队参加的最后一场比赛是1995年8月22日在列日以0比4不敌比利时。

## 教练生涯
退役后，利伯克内希特随即在其球员时代效力最后一家俱乐部——和睦不伦瑞克成为青训协调员及U-19梯队主教练。2007年12月3日，他在年度大会上被选入和睦不伦瑞克主席团担任足球理事。随着原主教练本诺·默尔曼于2008年5月12日辞职，利伯克内希特接管了一线队在2007-08赛季的最后三场比赛和2008-09赛季的训练。在他的领导下，球队成功获得了新成立的德丙联赛参赛资格。与此同时，俱乐部管理层和新任体育总监马克·阿诺尔德一起对不伦瑞克的政策进行了重新调整。自那时起，重点是人员连续性以及巩固和紧缩的过程，这也导致俱乐部开始从低级别联赛签下大多数有才华的年轻球员。
在获得新的单轨制德丙联赛资格后，不伦瑞克希望度过一个平稳的赛季。最初饱受争议的利伯克内希特最终率队排在积分榜第13位，无需降级。在接下来的赛季中，再次以低期望值参赛的不伦瑞克更为成功，并且以积分榜第4名的成绩几乎参加升级附加赛。赛季结束后，利伯克内希特和阿诺尔德为自己设定了两年内升入德乙的目标。这一目标在2010-11赛季便得以实现，他们提前六轮确保升级，并最终夺得德丙联赛冠军。同时，利伯克内希特也顺利完成了德国足协在科隆体育学院开办的足球教练培训课程，并获得A级教练执业证。他与俱乐部的合同由此延长至2013年。
在2011-12赛季德乙，利伯克内希特治下的不伦瑞克以积45分排名第八的成绩完赛。赛季结束后，其合同被延长至2015年。在德乙的第二个赛季，他们的目标仍然是在积分榜中取得一个安全的排位。然而，不伦瑞克的表现超越了这个目标，并在赛季结束时以积分榜第二名的身份升入德甲。这也是该俱乐部在时隔28年后首次重返顶级联赛。尽管在接下来的德甲赛季中直接降级，但利伯克内希特保住了自己的工作，并在冬歇期将合同续签至2017年，之后又延长至2020年，但不适用于德丙联赛。2016-17赛季，他率不伦瑞克获得德乙第3名。然而在对阵德甲第16名球队沃尔夫斯堡的升降级附加赛中，他们以两场0-1落败，未能重新升级。在接下来的赛季中，不伦瑞克从一开始便被视为升级热门，但未能达到预期，甚至在末轮比赛过后跌落至积分榜第17位。随着球队降入德丙，不伦瑞克于2018年5月14日宣布与已执教十年的利伯克内希特分道扬镳。
2018年10月1日，当时排名积分榜垫底的德乙俱乐部杜伊斯堡任命利伯克内希特为新任主教练。他于赛季末随队一同降入德丙。在2019-20赛季，利伯克内希特率领杜伊斯堡最终名列第五，与直接升级名额差2分、与附加赛名额差1分。杜伊斯堡在2020-21赛季开局不佳，球队在八场比赛过后仅获得8分，仅仅处于降级位置，因此他于2020年11月10日主场以1-3不敌维多利亚科隆后遭解雇。
2021年6月8日，利伯克内希特获德乙俱乐部达姆施塔特98聘为新任主教练，以取代转投云达不来梅的马库斯·安方。他签署了一份期至2025年夏季届满的合同。在2022-23赛季，利伯克内希特率领球队提前一轮获得升入德甲的资格。

## 荣誉

### 球员
和睦不伦瑞克
- 德国北部地区联赛冠军：2005
- 下萨克森杯冠军：2004

凯泽斯劳滕
- 德国19岁以下足球锦标赛冠军：1992

### 主教练
和睦不伦瑞克
- 德乙联赛冠军：2013
- 德丙联赛冠军：2011
- 下萨克森杯冠军：2011